# خولنا-۶
خولنا-۶ (به لاتین: Khulna-6) یک منطقهٔ مسکونی در بنگلادش است که در ناحیه کولنا واقع شده‌است.